# Джовани Гонзага
Джовани Гонзага (на италиански: Giovanni Gonzaga; * 1474, Мантуа, Маркграфство Мантуа; † 23 септември 1525, пак там) от рода Гонзага е кондотиер, господар на Весковато и родоначалник на кадетския клон Гонзага ди Весковато.

## Произход
Той е третият син на Федерико I Гонзага (* 1441, † 1484), маркграф на Мантуа, и на съпругата му Маргарета Баварска (* 1442, † 1479) от фамилията Вителсбахи. Негови дядо и баба по бащина линия са Лудовико III Гонзага, маркграф наМантуа, и Барбара фон Бранденбург от рода Хоенцолерн, а по майчина – херцог Албрехт III от Херцогство Бавария-Мюнхен и съпругата му Агнес от Брауншвайг-Грубенхаген-Айнбек. Има двама братя и три сестри:
- Клара (* 1464, † 1503), графиня на Монпансие като съпруга на Жилбер дьо Бурбон-Монпансие
- Франческо II (* 1466, † 1519), маркграф на Мантуа, съпруг на Изабела д’Есте
- Сиджизмондо (* 1469, † 1523), кардинал от 1505, епископ на Мантуа от 1511
- Мадалена (* 1472, † 1490), господарка на Пезаро и на Градара като съпруга на Джовани Сфорца
- Елизабета (* 1471, † 1526), херцогиня на Урбино като съпруга на Гуидобалдо да Монтефелтро

## Биография
По-големият му брат Франческо II Гонзага наследява титлата „Маркиз на Мантуа“ след смъртта на баща им. На 5-годишна възраст Джовани получава от майка си голям имот – Корте дел Поджо близо до Поджо Руско.
По време на военната си кариера той е, наред с други неща, в служба на Фердинанд II Арагонски, на император Максимилиан I, който го назначава за генерален капитан, и на френския крал Луи XII, на когото става съветник и камерхер.
На 20 юни 1491 г. се жени в Болоня за Лаура Бентивольо, дъщеря на Джовани II Бентивольо, владетел де факто на Болоня. Те се установяват в Мантуа през 1494 г. в двореца на Джовани, сега несъществуващ.
Джовани и Лаура, господари на Весковато, са родоначалници на кадетския клон Гонзага ди Весковато, закупувайки феода от Гуидо II Гонзага, господар на Баньоло.
Заема важни дипломатически позиции в двора на Гонзага и също така е техен съветник по изкуство. Самият той е колекционер на произведения на изкуството и писател.
През 1512 г. Масимилиано Сфорца, в знак на благодарност за военната му дейност, му дава множество владения, от които той по-късно трябва да се откаже.
Умира в Мантуа през 1525 г. на 51-годишна възраст и е погребан в църквата „Сан Франческо“.

## Потомство
∞ 20 юни 1491 Болоня за Лаура Бентивольо († 1523), дъщеря на Джовани II Бентивольо, владетел де факто на Болоня, от която има пет сина и три дъщери:
- Федерико Гонзага (* 1495, † 1545), свещеник и провост на Абатство „Сан Бенедето ин Полироне“ в Сан Бенедето По
- Франческо Гонзага (* 1496, † 1523), ∞ 1515 за Лукреция Сфорца
- Алесандро Гонзага (* 1497, † 17 септември 1527, Риоцо, днес подселище на Черо ал Лабро), кондотиер, ∞ за Иполита Сфорца ди Санта Фиора, дъщеря на Сфорца ди Санта Фиора, от която има един син
- Джиневра Гонзага (* 1497, † 1570), монахиня, игуменка на манастира „Санта Паола“ в Мантуа
- Сиджизмондо I Гонзага (* 1499, † декември 1530), господар на Весковато, ∞ 1529 ∞ за Антония Палавичини, дъщеря на Кристофоро Палавичини, господар на Бусето, и на Бона дела Пустерла, от която има син и дъщеря;
- Камила Гонзага (* 1500, Весковато; † 1585, Сан Секондо Парменсе), ∞ 13 февруари 1523 за Пиер Мария III де Роси, маркиз на Сан Секондо († 1547), от когото има седем сина и три дъщери
- Елеонора Гонзага (* 1501, † 1502)
- Галеацо Гонзага (* 1509, Мантуа; † 1562), поет и подест на Модена.

- Децата на Джовани
- Алесандро
- Галеацо
- Камила